# Prix Ingrid-Jonker
Le prix Ingrid-Jonker est un prix littéraire sud-africain de poésie institué en 1965. Il est nommé en l'honneur de la mémoire de la poétesse sud-africaine Ingrid Jonker.

## Introduction
Le prix Ingrid-Jonker récompense en alternance une première œuvre publiée soit en afrikaans, soit en anglais, les deux langues dans lesquelles écrivait Ingrid Jonker. Le comité du prix Ingrid-Jonker est composé de Danie Marais (président), Ronel de Goede, Diana Ferrus, Finuala Dowling et Leon de Kock.
Le lauréat reçoit une somme de 10 000 rands sud-africains (à peu près 495 €) ainsi qu'une médaille. Le prix est décerné chaque année à un recueil de poèmes publié dans les deux années qui précèdent son attribution.
En 2018, les trois membres du jury du prix Ingrid-Jonker, prix décerné par des poètes à des poètes, étaient Sindiwe Magona, Helen Moffett et John Cartwright. Vingt recueils - un record - étaient en compétition.

## Liste des lauréats[2]
- 1965 - Ruth Miller - Floating Islands
- 1966 - D.P.M. Botes - Wat is 'n gewone man?
- 1967 - Sydney David Clouts - One life
- 1968 - Mathys Michielse (M.M.) Walters - Cabala
- 1969 - Sinclair Simon Maurice Beiles - Ashes of experience
- 1970 - Sheila Cussons - Plektrum
- 1971 -
- 1972 - Lina Spies - Winterhawe
- 1973 - Mongane Wally Serote - Yakhal'Inkomo
- 1974 - Leon Strydom - Geleentheidsverse
- 1975 - Mark Swift - Treading water
- 1976 - Jacob Cornelius (J.C.) Steyn - Die grammatika van liefhê
- 1977 - Colin T.E. Style - Baobab Street
- 1978 - Marlene van Niekerk - Sprokkelster
- 1979 - Mike Nicol - Among the souvenirs
- 1980 - Theunis Theodorus (T.T.) Cloete - Angelliera
- 1981 -
- 1982 - Johann de Lange - Akwarelle van die dors
- 1983 - Jeremy Cronin - Inside
- 1984 - Johan Lodwyk Marais - Die somer is 'n dag oud
- 1985 -
- 1986 - Donald Riekert - Heuning uit die swarthaak
- 1987 -
- 1988 -
- 1989 - John Eppel - Spoils of War
- 1990 - Henning J. Pieterse - Alruin
- 1991 -
- 1992 - P.J. Bosman - Ryp geel kring
- 1993 - Ken Barris - An advertisement for air
- 1994 - Gert Vlok Nel - Om te lewe is onnatuurlik
- 1995 - Steve Shapiro - In a Borrowed Tent
- 1996 -
- 1997 - Charl-Pierre Naudé - Die Nomadiese Oomblik
- 1998 - Dan Wylie - The road out
- 1999 - Trienke Laurie - Skietspoel
- 2000 - Brian Walter - Tracks
- 2001 - Zandra Bezuidenhout - Dansmusieke
- 2002 - Kobus Moolman - Time like stone
- 2003 - Martjie Bosman - Landelik
- 2004 - Finuala Dowling - i flying
- 2005 - Ilse van Staden - Watervlerk
- 2006 - Rustum Kozain - This Carting Life
- 2007 - Danie Marais - In die buitenste ruimte
- 2008 - Megan Hall - Fourth Child
- 2009 - Loftus Marais - Staan in die algemeen nader aan vensters
- 2010 - Tania van Schalkwyk - Hyphen
- 2011 - Melt Myburgh - Oewerbestaan
- 2012 - Beverly Rycroft - Missing
- 2013 - Hennie Nortjé[3] - In die skadu van soveel bome[4], Queillerie, Le Cap 2012
- 2014 - Karin Schimke[5] - Bare and breaking, Modjaji, Tokai/Le Cap 2014
- 2015 - Nathan Trantraal[6]. Chokers en Survivors, Kwela, Le Cap 2013
- 2016 - Thabo Jijana pour son recueil Failing Maths and my other crimes, uHlanga Press 2015
- 2017 - Hilda Smits pour son recueil die bome reusagtig soos ons was, Protea Boekwinkel, Pretoria 2016[7]
- 2018 - Sindiswa Busuku-Mathese[8] - Loud and Yellow Laughter, Botsotso 2016[9]
- 2019 - Pieter Odendaal[10] pour son recueil Asof geen berge ooit hier gewoon het nie, Tafelberg, Le Cap 2018
- 2020 - Saaleha Idrees Bamjee[11] pour son recueil Zikr, uHlanga, Le Cap 2018
- 2021 - Ryan Pedro pour son recueil Pienk Ceramic-hondjies, Kwela, Le Cap 2020[12]
- 2022 - Jacques Coetzee pour son recueil An Illuminated Darkness, uHlanga[13]
- 2023 - Dominique Botha pour son recueil Donkerberg/Bloodwood, Dwarsrivier Uitgewers/Publishers[14]
- 2024 -  Sarah Lubala pour A history of disappearance[15]